# Ludovico III. Gonzaga
Ludovico III. Gonzaga, genannt „Luigi il Turco“, (* 5. Juni 1412 in Mantua; † 12. Juni 1478 in Goito) war ein Condottiere und der Sohn des Markgrafen Gianfrancesco I. Gonzaga der Markgrafschaft Mantua und dessen Nachfolger ab 1444.

## Biografie

### Herkunft und Familie

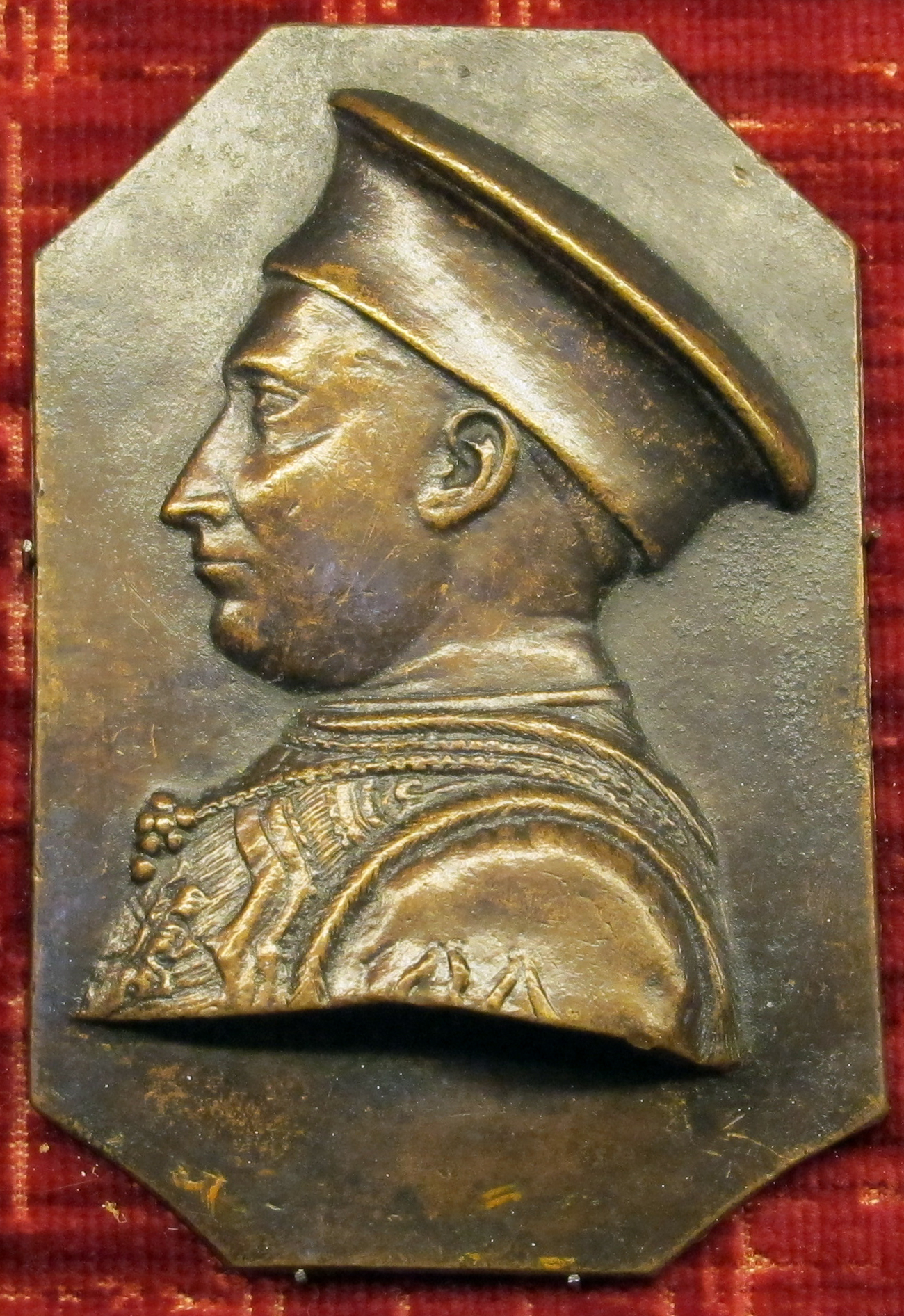
Porträt des Herzogs von Pietro da Fano

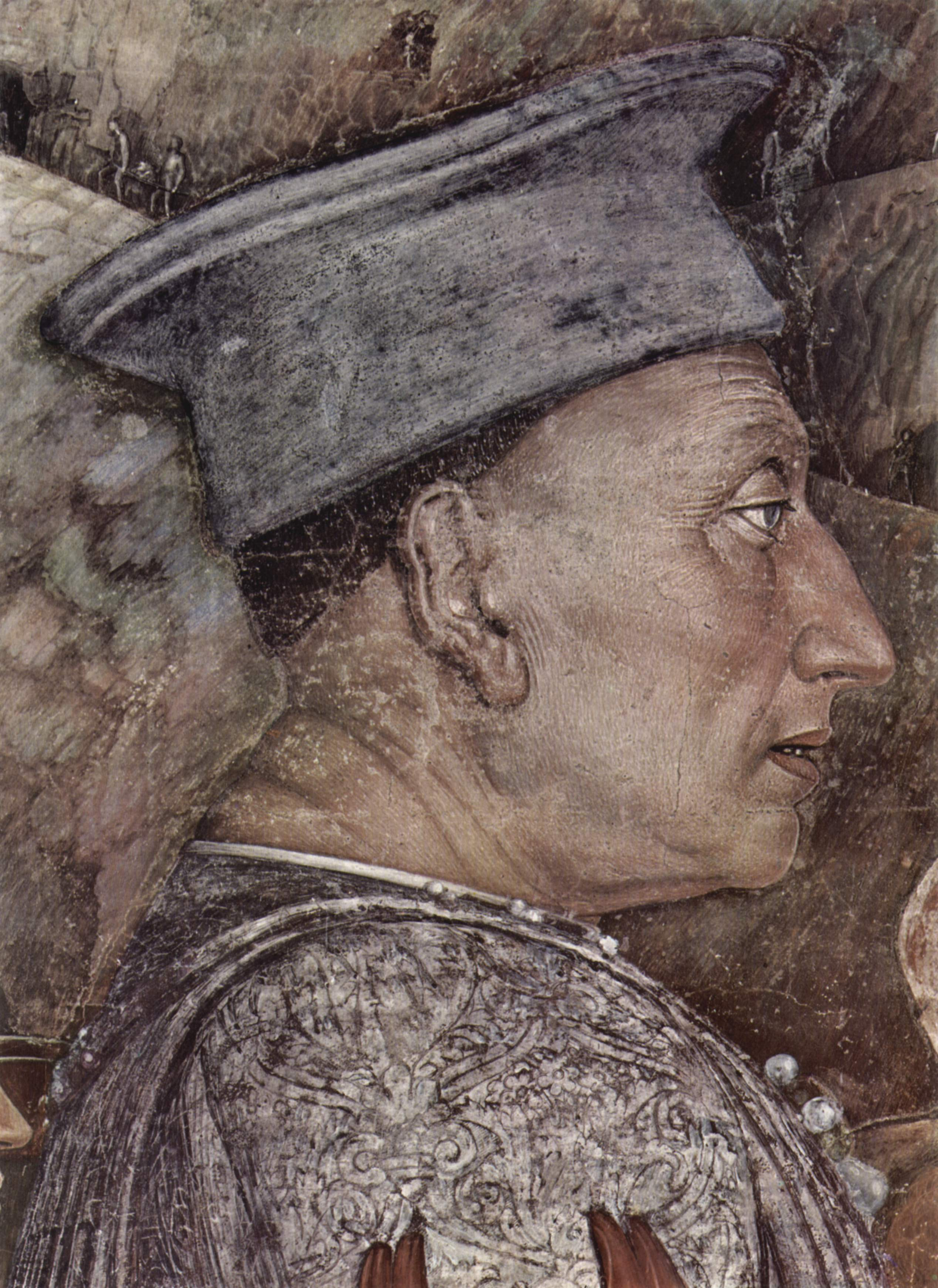
Luigi Gonzaga (aus einem Fresko von Andrea Mantegna)

Ludovico III. war der älteste Sohn von Gianfrancesco I. Gonzaga, dem Herrn von Mantua aus dem alten italienischen Adelsgeschlecht der Gonzaga, und seiner Ehefrau Paola Malatesta. Ab 1423 wurde er, wie auch seine drei Brüder und die beiden Schwestern, im Geist der Renaissance in der Schule des Humanisten und Pädagogen Vittorino da Feltre erzogen. Die Ausbildung der Kinder erfolgte auf höchstem Niveau. Neben Latein und Griechisch, Mathematik und Musik, waren auch Rhetorik und Philosophie Bestandteil der Erziehung. Diese Bildung wurde gemeinsam mit all jenen geteilt, die sich als würdig herausstellten, ungeachtet des Ranges. So wuchsen die Kinder des Markgrafen in Kontakt mit Gleichaltrigen verschiedener Herkunft auf, mit denen sie während ihres späteren Lebens oft bedeutende Beziehungen unterhielten. Diese hervorragende ausgewogene und auch strenge Ausbildung hinterließ bei Ludovico deutliche Spuren hinsichtlich seiner Disziplin, seinem Umgang mit Intellektuellen an seinem Hof und einer besonderen Liebe zu den Geisteswissenschaften.

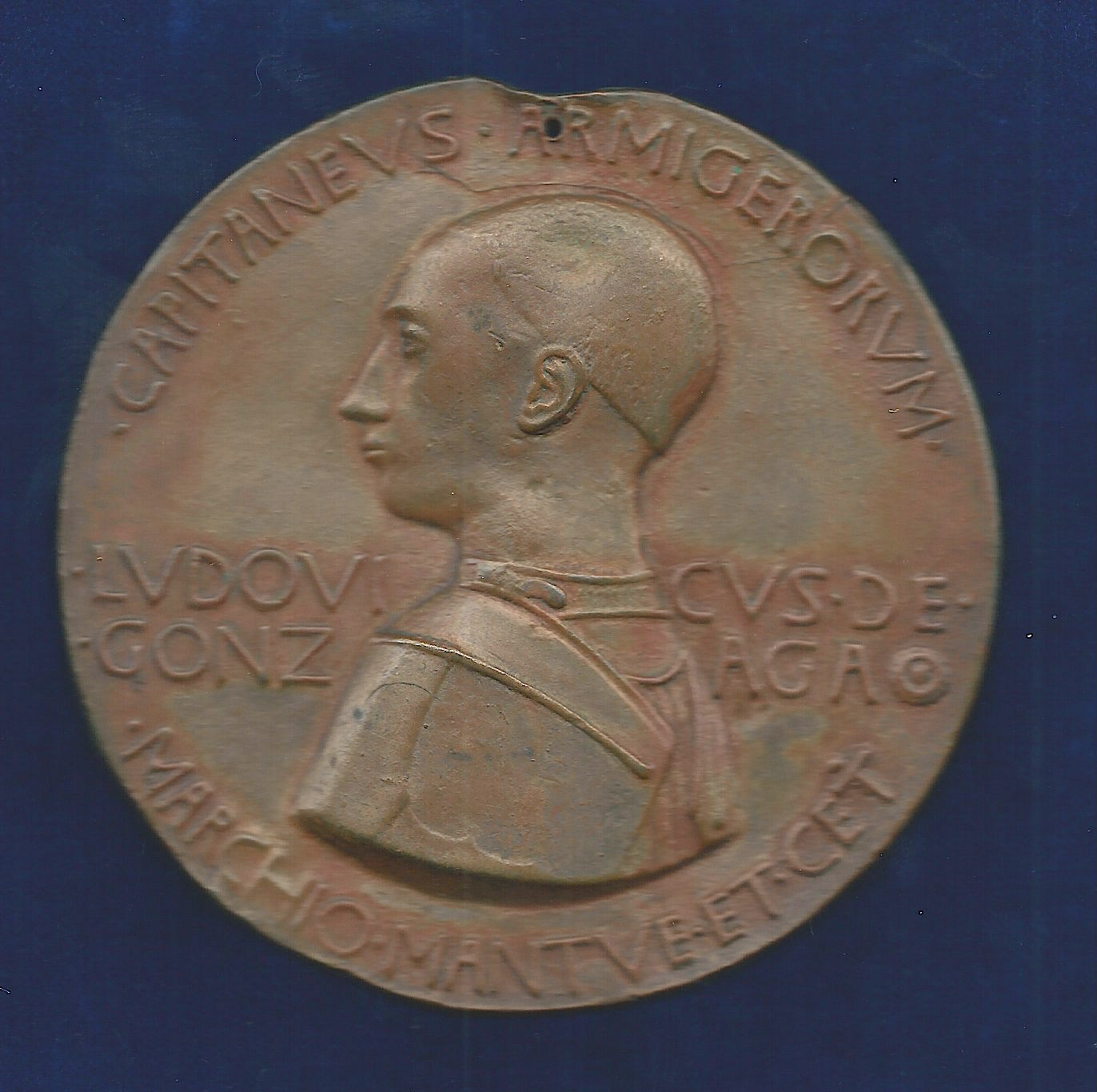
Porträt von Ludovico III. Gonzaga. Galvano der Vorderseite der Medaille von Antonio Pisano (Pisanello), (1395–1455)

Anfang der dreißiger Jahre begann seine militärische Ausbildung. Im Jahr 1432 kämpfte er an der Seite seines Vaters in der venezianischen Armee und es kann davon ausgegangen werden, dass er bis 1436 Im Sold der Serenissima blieb. Im November 1433 fand die vom Vater arrangierte Ehe Ludovicos mit der zehn Jahre jüngeren Barbara von Brandenburg aus dem Geschlecht der Hohenzollern statt. Die Bedeutung, die der Vater dieser Verbindung beimaß, lässt sich daran erkennen, dass die Mitgift nicht wie üblich vom Vater der Braut, sondern vom zukünftigen Schwiegervater der Braut gezahlt wurde. Durch Kaiser Sigismund erhielt Gianfrancesco I. nach einer Zahlung von 12.000 Fiorini d’oro im Jahr 1433 eine Rangerhöhung zum Markgrafen von Mantua.
Im Jahr 1436 stellte sich Ludovico in den Dienst von Filippo Maria Visconti, dem Herzog von Mailand, unter der einen Bedingung, nicht gegen den Vater kämpfen zu müssen. Es scheint so, dass er diesen Schritt ohne das Wissen seines Vaters vollzog. Markgraf Gianfrancesco muss sehr verärgert über den Erstgeborenen gewesen sein, denn er erbat beim Kaiser die Erlaubnis, die Reihenfolge der Nachfolge in der Markgrafschaft zu Gunsten seines zweitgeborenen Sohnes Carlo zu ändern und erhielt mit Schreiben vom 3. November 1436 die Genehmigung. Fünf Jahre später versöhnten sich Vater und Sohn im Jahr 1441, der Überlieferung nach, dank Paola Malatesta und Vittorino da Feltre, und die Reihenfolge der Nachfolge wurde wiederhergestellt. Im selben Jahr brachte Barbara den lang ersehnten Erben Federico zur Welt, dem danach noch weitere zehn Kinder folgten.

### Markgraf von Mantua und Condottiere
Im September 1444 starb der Vater und Ludovico trat die Nachfolge als Markgraf von Mantua an. Den testamentarischen Verfügungen des Vaters entsprechend, stellte das von Ludovico direkt kontrollierte Gebiet den Großteil der Markgrafschaft dar. Gebiete entlang der westlichen Grenzen und im nördlichen Teil des Staates, gingen in die Hände der Brüder Carlo (Luzzara, Sabbioneta, Bozzolo), Gianlucido (Volta, Cavriana, Ceresara) und Alessandro (Castelgoffredo, Castiglione, Solferino) über. Da alle drei Brüder keinen männlichen Erben hatten, waren diese Gebietsabtretungen nur vorübergehend. Mit dem Tod des letzten Bruders Alessandro kam 1466 das gesamte väterliche Erbe unter seine Herrschaft zurück. Die Markgrafschaft Mantua war ein durch übermäßige Ausgaben und jahrzehntelange Kriege verarmtes Land. Wichtigste Aufgabe war es für Ludovico, den Expansionsgelüsten der Nachbarn Einhalt zu gebieten. Im Jahr 1445 schloss er mit dem Herzog von Mailand ein siebenjähriges Defensivbündnis, das allerdings schon 1447 durch den Tod des Filippo Maria Visconti zerbrach. In den Jahren 1446 und 1447 führte er erfolgreiche Verhandlungen mit Florenz und Venedig, um den Frieden in Mantua zu sichern und unter allen Umständen zu vermeiden, dass die Markgrafschaft ein Schlachtfeld oder auch nur ein Durchzugsgebiet kampfbereiter Truppen Venedigs oder Mailands werden könnte. Verhandlungen diesbezüglich führte er auch mit den Herren von Correggio und von Mirandola sowie dem Grafen von Guastalla.
Trotz aller Friedensbemühungen wurde Ludovico in die Kämpfe hineingezogen, die um die Nachfolge des letzten Visconti im Herzogtum Mailand, das nun die kurzlebige Ambrosianische Republik war, ausbrachen. Die Zusammenstöße zwischen den Mailändern und der Armee Venedigs gipfelten am 15. September 1448 in der Schlacht von Caravaggio, in der Ludovico zur Flucht gezwungen wurde. Das am 18. Oktober in Rivoltella unterzeichnete Abkommen ebnete Francesco Sforza den Weg zur Herrschaft über Mailand. Während Ludovicos Bruder Carlo in Diensten der Ambrosianischen Republik stand, blieb Ludovico bis Ende 1449 im Dienst der Serenissima und erreichte, nicht nur sich selbst, sondern auch seine beiden Brüder unter den Schutz von Venedig zu stellen. Ab Juli des Jahres führte er Verhandlungen mit König Alfons I. von Neapel, in deren Ergebnis er im November 1449 im Dienst des Königs als Generalleutnant der neapolitanischen Truppen in der Lombardei, mit einem Kontingent von 900 Lanzen und 900 Fußsoldaten, stand. Die Vergütung mit 45.000 fiorini d’oro, von denen 30.000 sofort vom König bezahlt wurden und 15.000 später von Mailand kassiert werden sollten, war außerordentlich lukrativ. Außerdem verpflichtete sich der König, die Neutralität des Markgrafen gegenüber der Serenissima zu respektieren.

### Bündnis mit Mailand und der Friedensvertrag von Lodi
Nach der Übernahme der Macht durch Francesco Sforza schloss Ludovico im November 1450 mit dem neuen Herzog von Mailand den ersten einer langen Reihe von Verträgen, in denen er im Falle eines Krieges mit Venedig den Dienst dafür übernahm. Die exakt vereinbarte Summe von 82.000 Dukaten zahlbar in 54 Raten für den Kriegsfall und 47.000 Dukaten in Friedenszeiten einerseits, und keine genau detaillierten Angaben der zu stellenden Truppenkontingente durch den Markgrafen andererseits, zeigt, dass dies eigentlich ein Pakt der politischen Unterwerfung und einer diplomatischen Allianz zwischen Ungleichen war. Der Frieden von Lodi im Jahr 1454 markierte das Ende der offenen Konflikte zwischen Mailand und Venedig. Damit begann für Mantua eine Phase der relativen Stabilität als Folge der Mailänder Allianz, die bis zu Ludovicos Lebensende währte. Die Verträge mit Mailand wurden etwa alle fünf Jahre erneuert und 1466 nach dem Tod des Francesco Sforza von dessen Nachfolger, in diesem Jahr auch durch den König von Neapel, bestätigt und fortgeführt. Der (später aufgekündigte) Ehevertrag zwischen Ludovicos Tochter Dorotea (1449–1467) mit Herzog Galeazzo Maria Sforza war ein weiterer Schritt, um dieses Bündnis zu festigen. Noch bedeutsamer war der Kontakt, den Markgräfin Barbara mit Herzogin Bianca Maria von Mailand pflegte. Beide Frauen standen an der ersten Stelle ihrer Höfe und ihre rege Korrespondenz und gegenseitigen Besuche belegen nicht nur ein enges Verhältnis, sondern auch die aktive Rolle, die sie während der Abwesenheit ihrer Männer übernahmen.
Zu den Zielen der nach dem Frieden von Lodi im August 1454 geschaffenen Lega italica, welche die gegenseitige Hilfe im Falle eines Angriffs auf die Integrität eines Mitgliedsstaates und einen fünfundzwanzigjährigen Waffenstillstand gewährleistete, gehörte auch der Krieg gegen die Türken. Fünf Jahre nach der osmanischen Eroberung von Konstantinopel berief Pius II., 1458 zum Papst gewählt, im darauffolgenden Jahr einen in Mantua stattfindenden Reichstag der christlichen Fürsten ein, dessen Ziel es war, die Gegenoffensive des Christentums zu organisieren und, wenn möglich, Konstantinopel zurückzuerobern. Der Einzug des Papstes zum Fürstentag wurde 1459 ein Großereignis. Wenngleich sich der Fürstentag im Wesentlichen als nutzlos erwies, das Ziel, eine koordinierte Aktion der italienischen und europäischen Staaten gegen die Türken zu beschließen und konkret zu fördern, wurde nicht erreicht, bedeutete dies für Ludovico einen bedeutenden persönlichen Erfolg. Bei dieser Gelegenheit wurde die Stadt für einige Monate, Pius II. verließ Mantua erst im Januar 1460, eine Art europäische Hauptstadt, in der sich die Vertreter der großen Fürstenhäuser versammelten. Ludovico III. nutzte die engen Beziehungen, die er dadurch knüpfen konnte, sowie das Ansehen, das er beim Papst genoss, um ein Projekt durchzuführen, das ihm sehr am Herzen lag, nämlich den Aufstieg des zweiten Sohnes Francesco zum Kardinal. Die Aufgabe, diesbezüglich Verhandlungen zu führen, übernahm seine Frau Barbara, die durch die Vermittlung von Kardinal Nikolaus von Kues und dank ihrer engen Kontakte zu den Sforza in Mailand sowie ihres Onkels Albrecht Achilles von Brandenburg, der ebenfalls zum Fürstentag nach Mantua gekommen war, und dessen Fürsprache beim Kaiser zum gewünschten Erfolg führten. Am 18. Dezember 1461 wurde Francesco in die Würde des Kardinaldiakons von Santa Maria Nuova erhoben, trotz einiger Verlegenheiten durch sein jugendliches Alter von siebzehn Jahren. Markgräfin Barbara kam auch danach eine tragende Rolle zu; fast ausnahmslos liefen in den folgenden zwanzig Jahren die Beziehungen zwischen Mantua und Rom über den Kontakt zwischen Barbara und ihrem Sohn Francesco.

### Aufschwung und kulturelle Blüte
Die Friedenszeit bescherte der Markgrafschaft einen Aufschwung, eine Periode der relativen Stabilität und wachsender Einnahmen. Ludovico III. kümmerte sich um eine bessere Organisation bei der Verwaltung der Ausgaben, so ließ er das Land in 52 kleinere territoriale Bezirke unterteilen. Zwischen Ende der vierziger und Anfang der siebziger Jahre nahm er eine Reihe großangelegter Eingriffe in das städtische Gefüge vor, mit dem Ziel, ganze Stadtviertel neu zu gestalten. Er veranlasste die Instandsetzung oder Erneuerung der herrschaftlichen Güter und der aus dem Altertum stammenden Befestigungen sowie die Verbesserung des Kanal- und Straßennetzes. Er holte namhafte Architekten in das Land, so unter anderem Luca Fancelli für den Bau der Burg von Revere bis 1478 und zwischen 1470 und 1475 der Residenz von Saviola, oder Bertola da Novate und Giovanni da Padova, die beide am Bau des Goito-Kanals und der Schleuse bei Governolo beteiligt waren. Ab 1461 begannen große Renovierungsarbeiten an der Festung von Cavriana und den Befestigungsanlagen von Goito unter Giovanni da Padova; ab 1468 arbeitete er am Palast von Gonzaga.

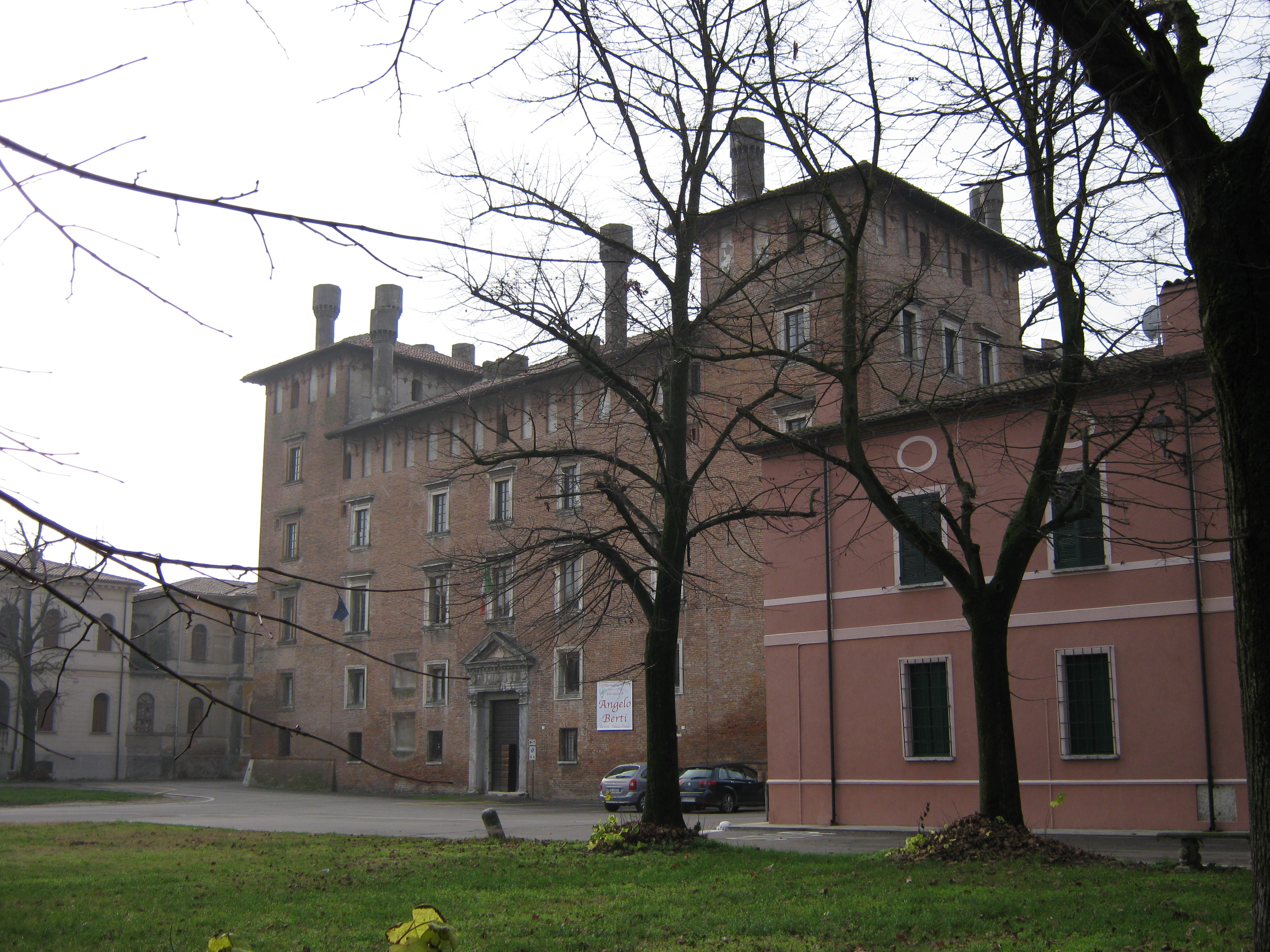
Revere, Palazzo Ducale
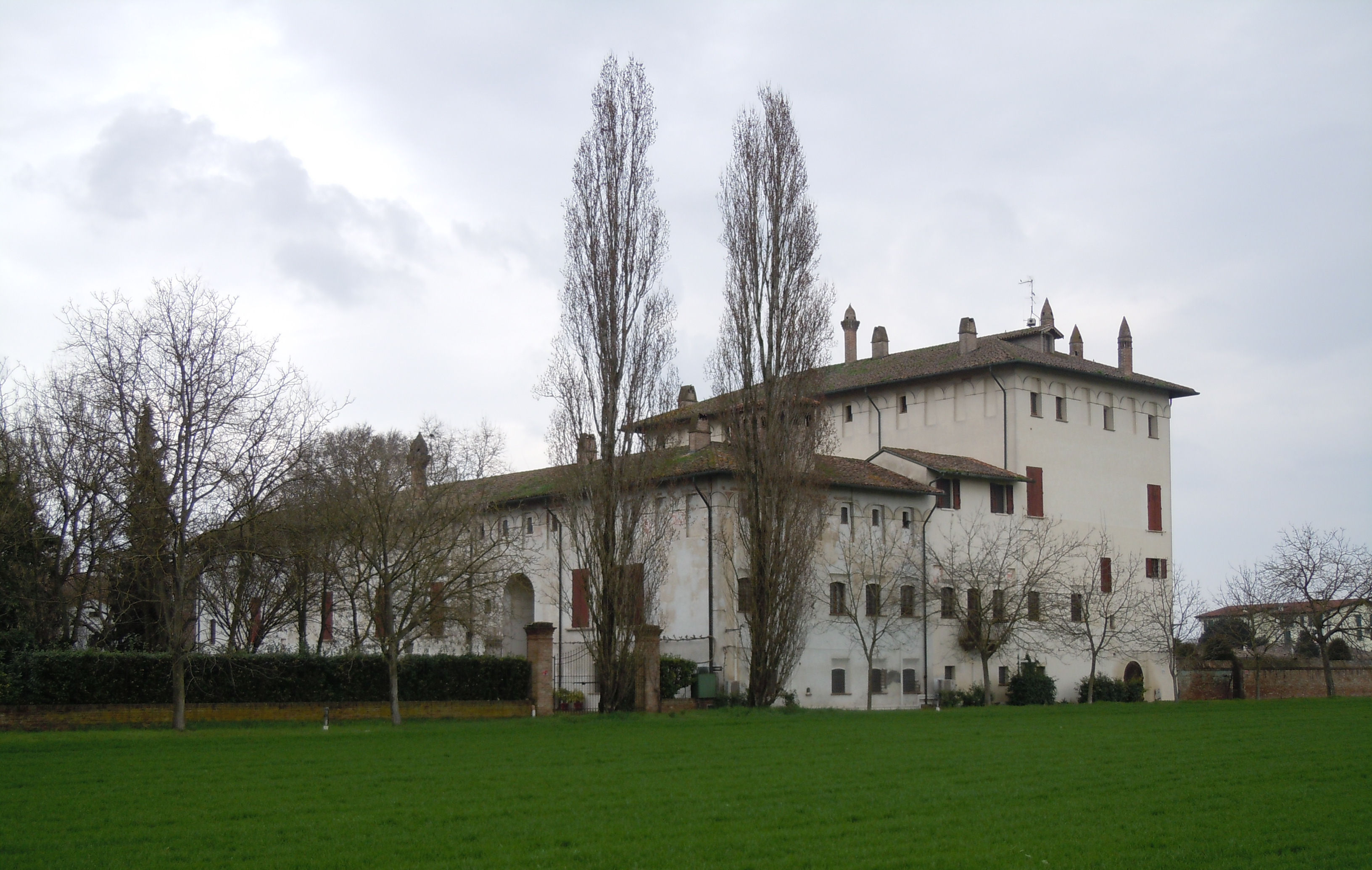
Motteggiana, Corte Saviola
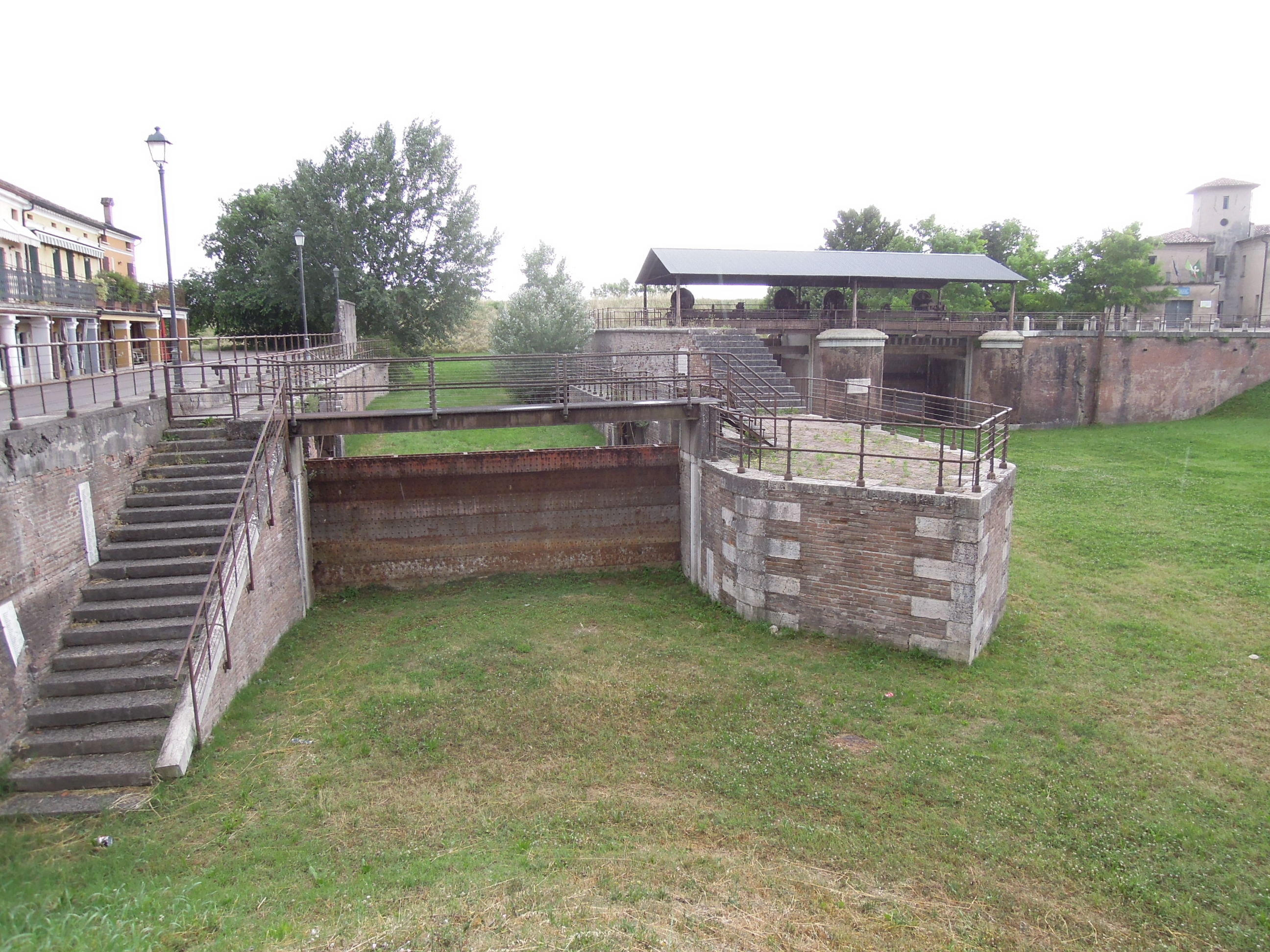
Governolo, ehemalige Schleuse
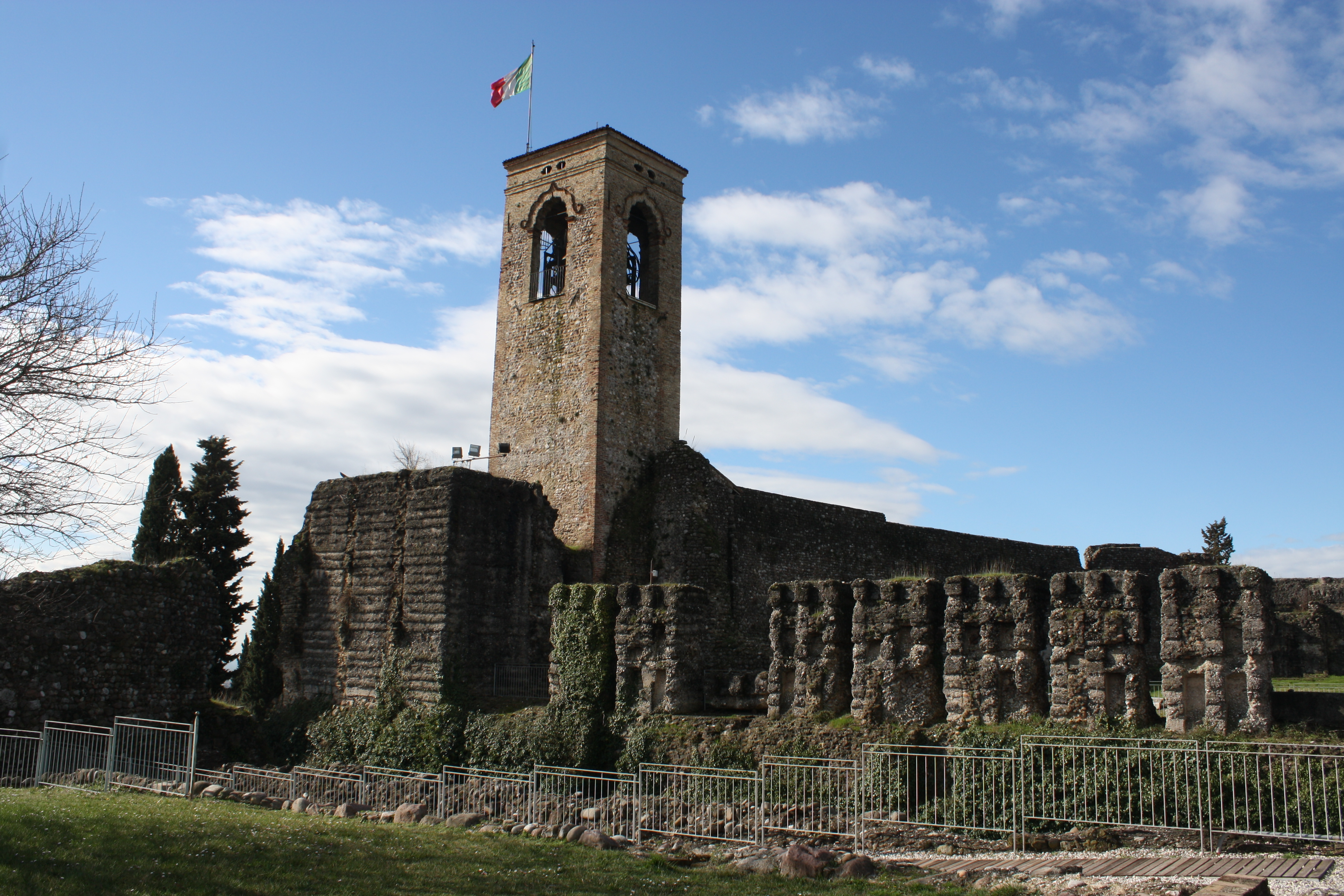
Castello di Cavriana
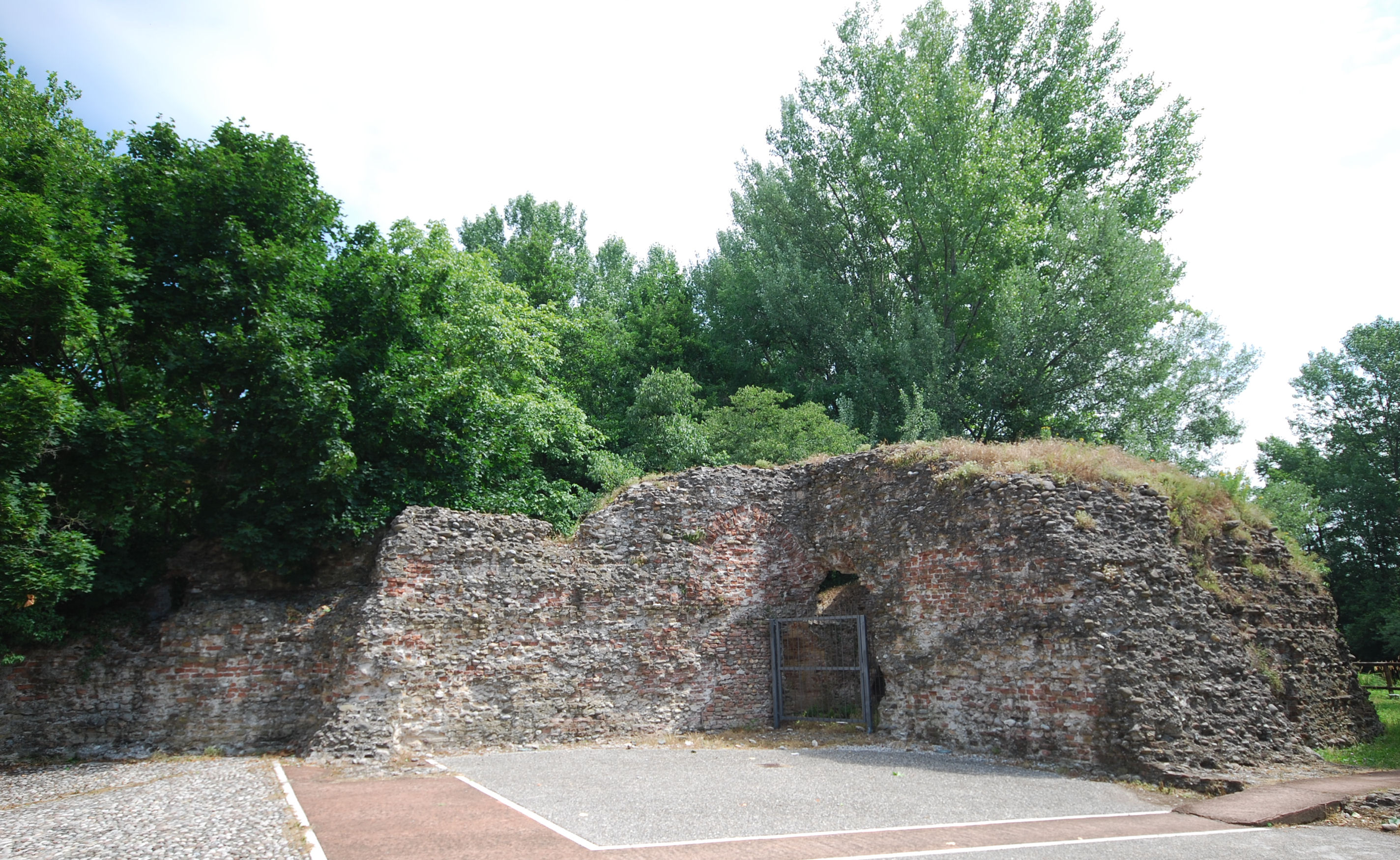
Goito, Ruinen der Burg
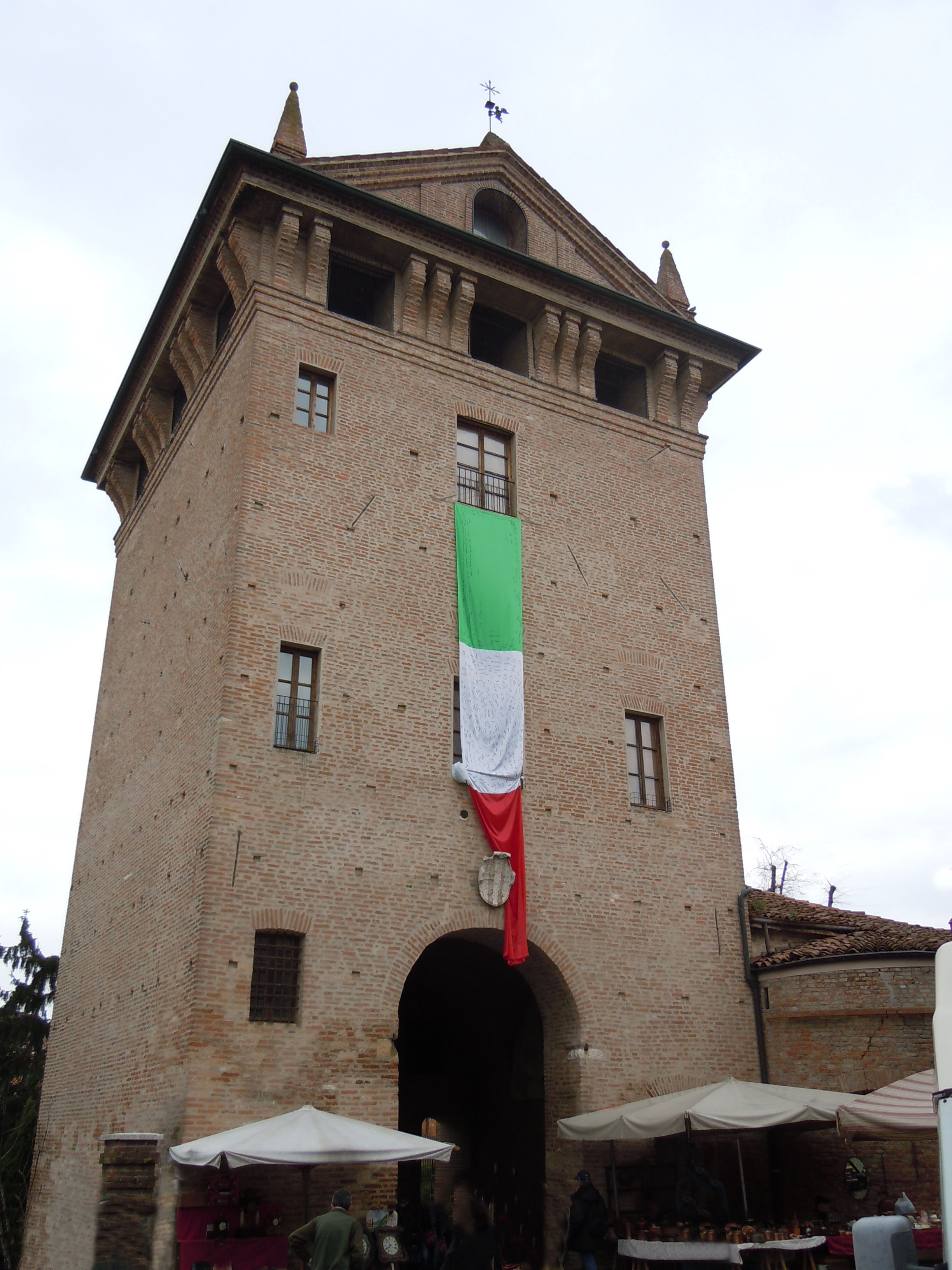
Gonzaga, Turm
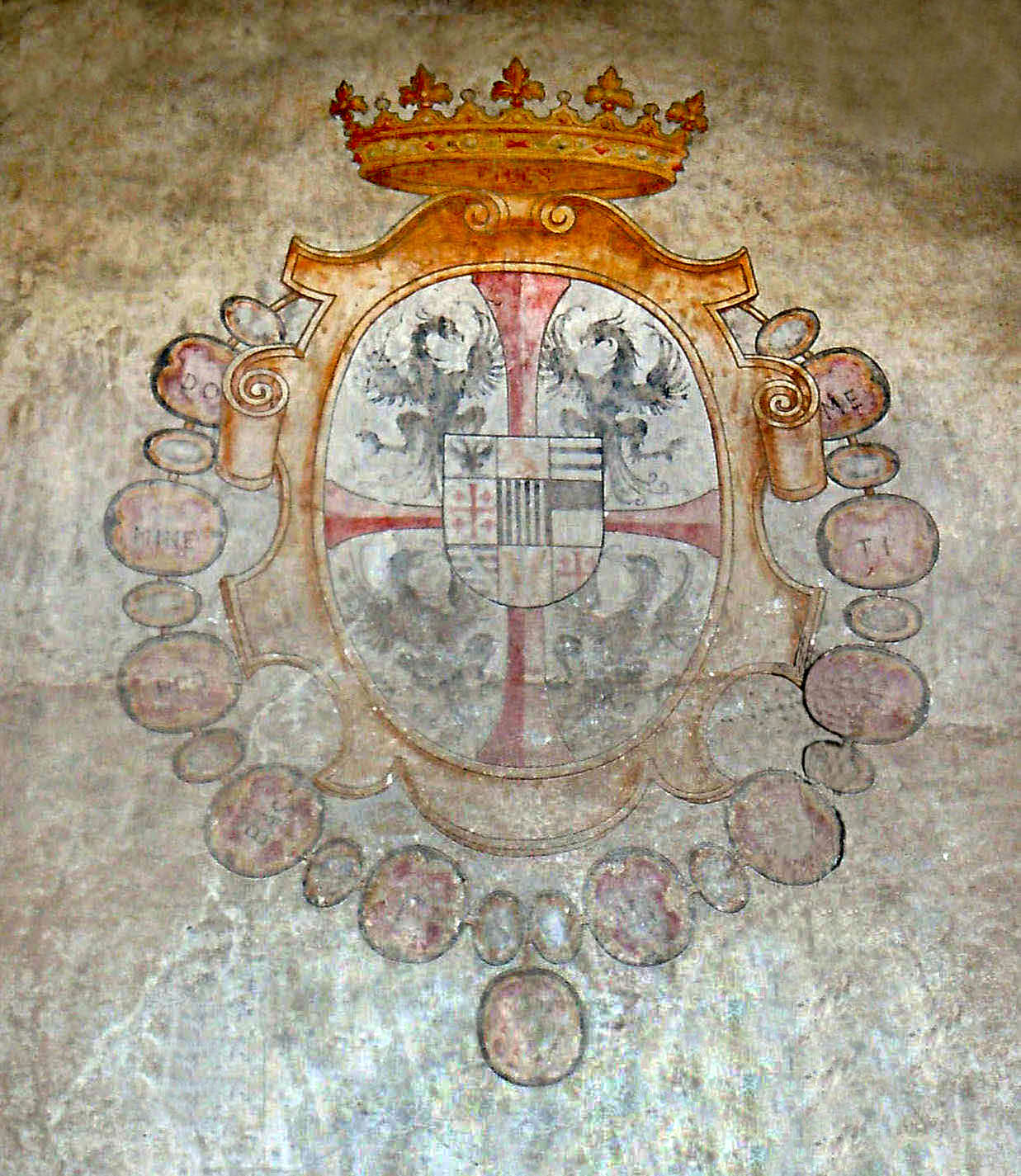
Gonzaga-Wappen am Turm in Gonzaga

In der Stadt Mantua ließ Ludovico III. im Jahr 1450 ein Krankenhaus bauen. Anlässlich des Fürstentages und Papstbesuches begann ab 1459 der Bau der Kirche San Sebastiano nach einem Entwurf von Leon Battista Alberti. Ebenfalls nach Plänen Albertis wurde ab 1472 die Basilika Sant’Andrea erbaut. Zwischen 1462 und 1464 ließ er durch Luca Fancelli den Palazzo del Podestà renovieren und zwischen 1470 und 1473 durch ihn die Casa del mercato bauen und den Torre dell’Orologio (Uhrturm) errichten. In den späten fünfziger Jahren hatte Ludovico bereits dafür gesorgt, dass die zentralen Plätze der Stadt gepflastert wurden. Der Ausbau Mantuas zu einer repräsentativen Residenzstadt mit stattlichen Gebäuden im Stil der Renaissance ging somit einher mit einer allgemeinen Verbesserung der Lebensbedingungen im mittelalterlichen Stadtkern.

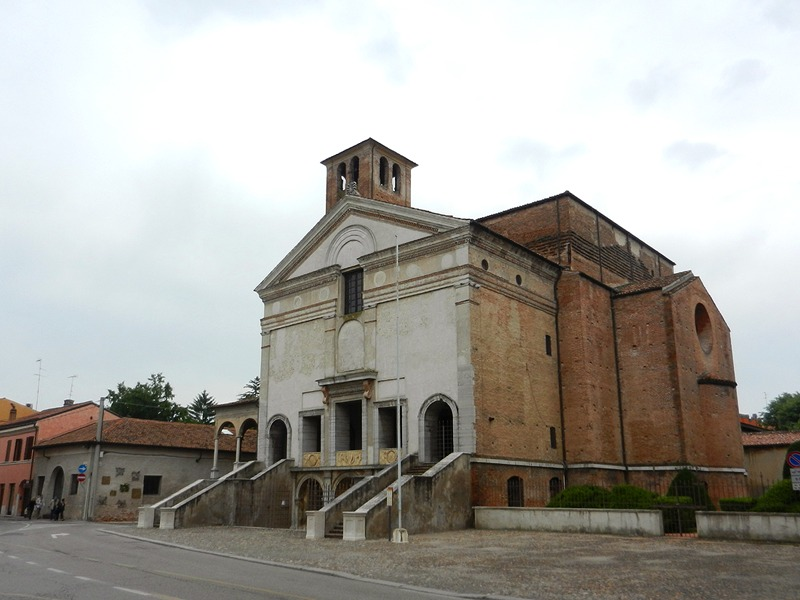
Mantua, San Sebastiano
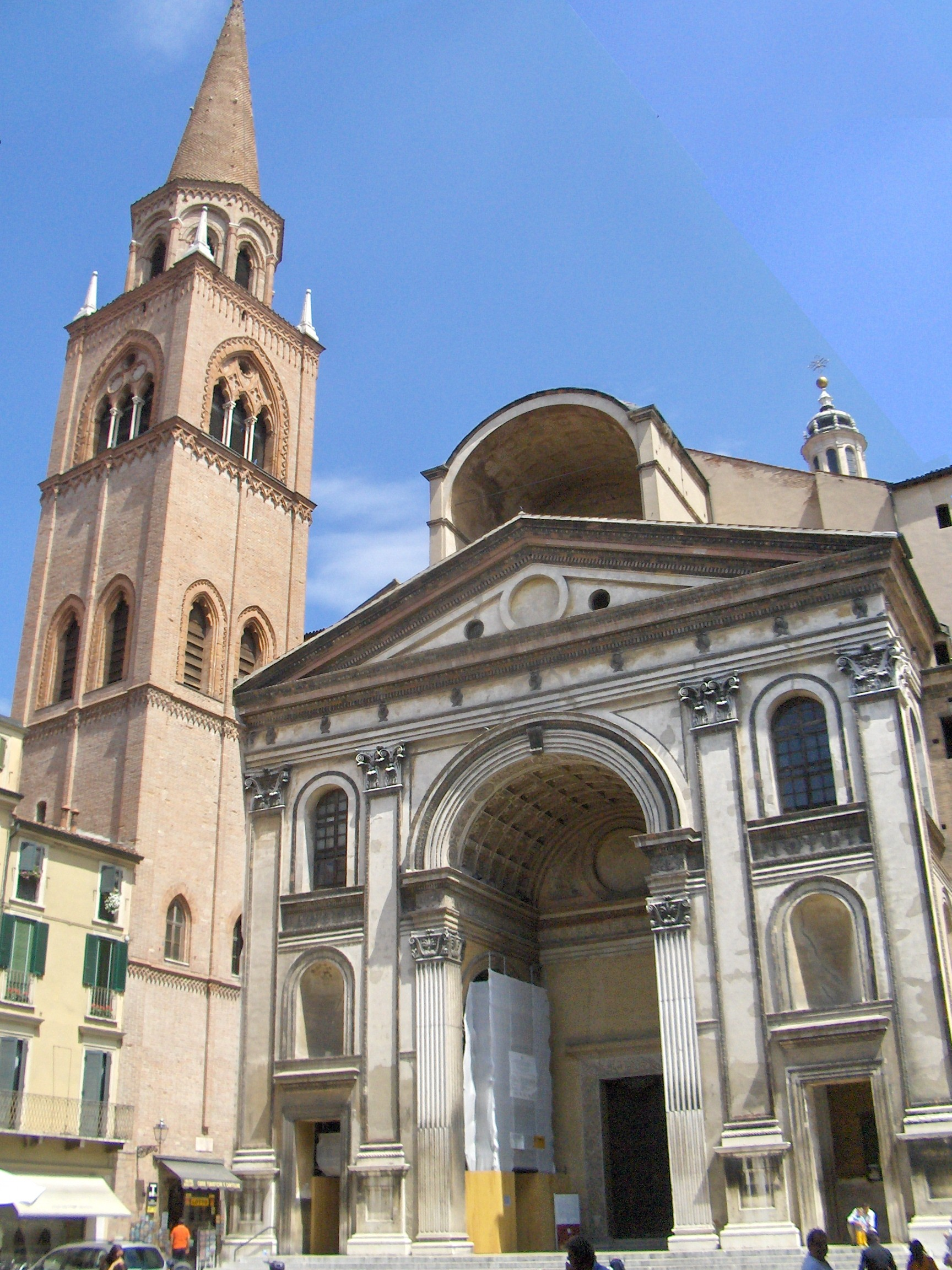
Mantua, Sant’Andrea
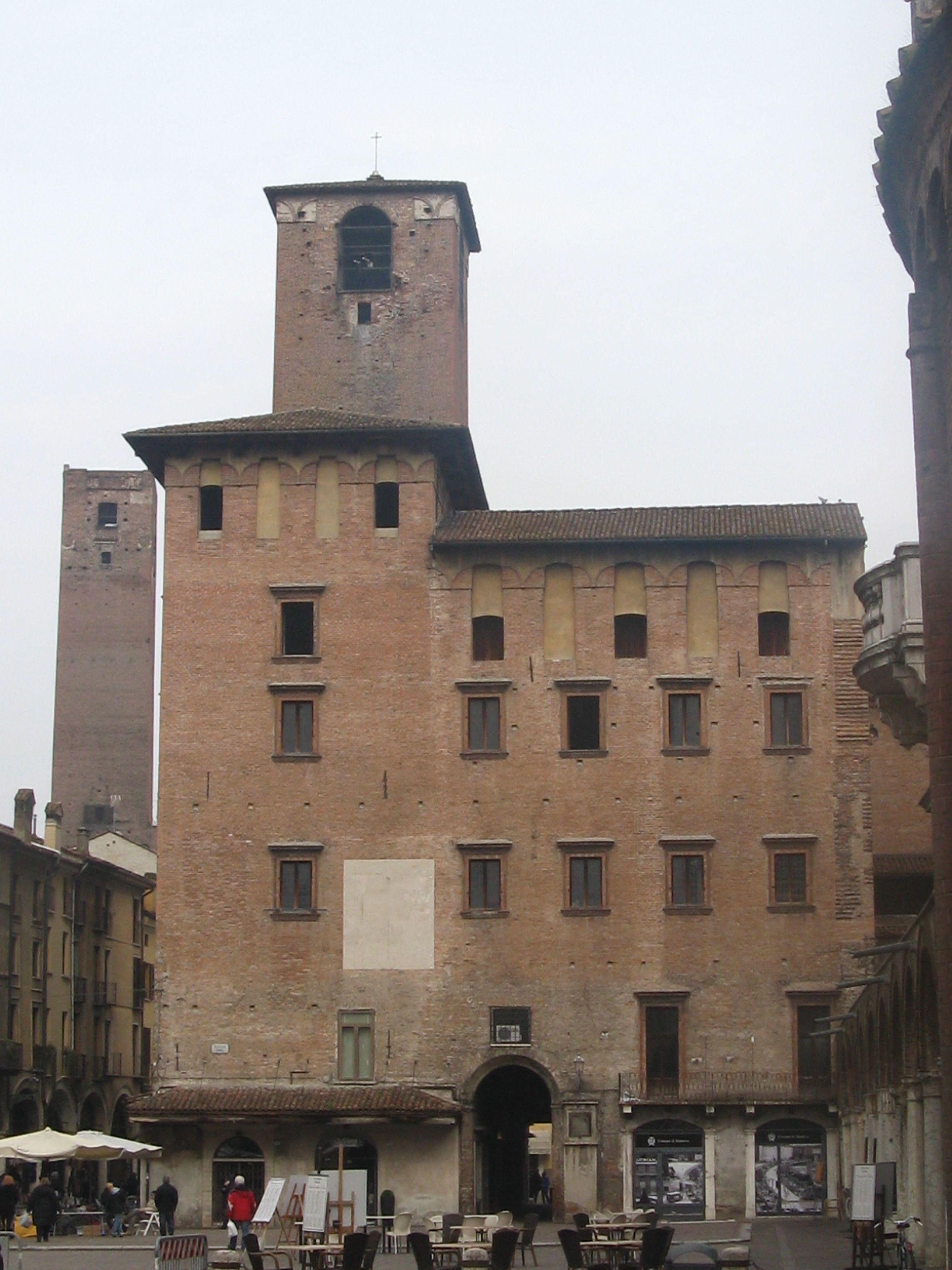
Mantua, Palazzo del Podestà
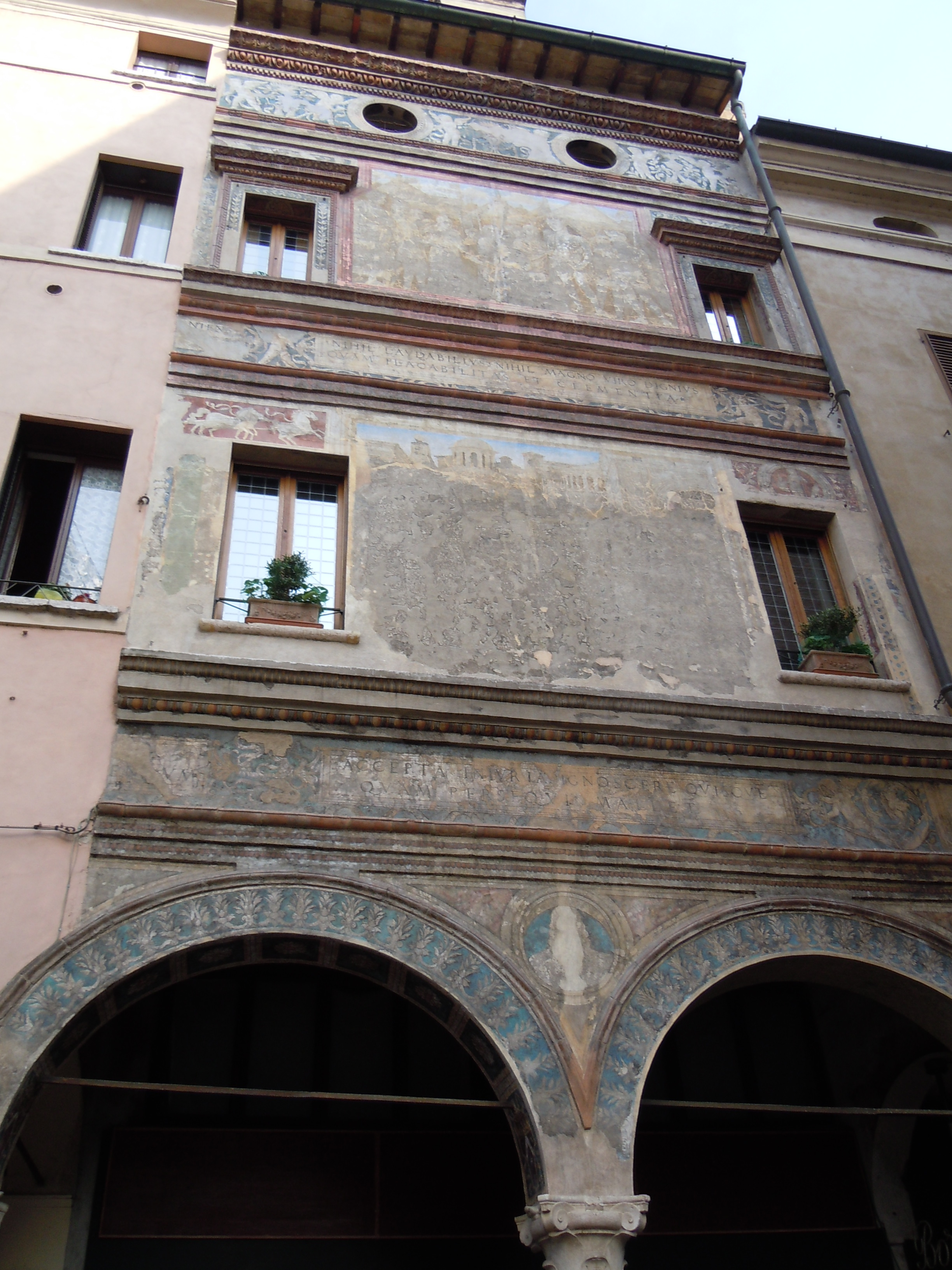
Mantua, Casa del mercato
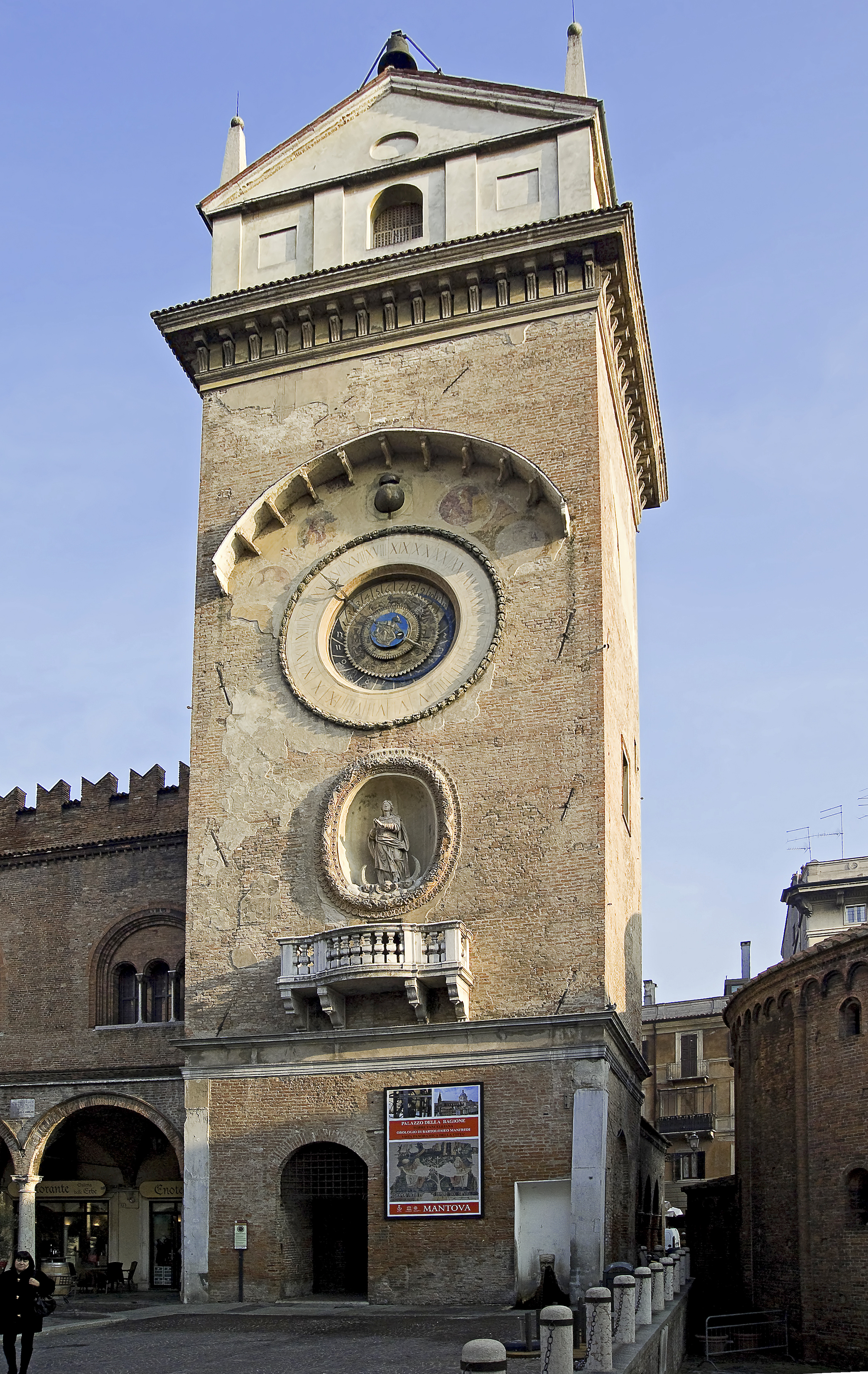
Mantua, Torre dell’Orologio
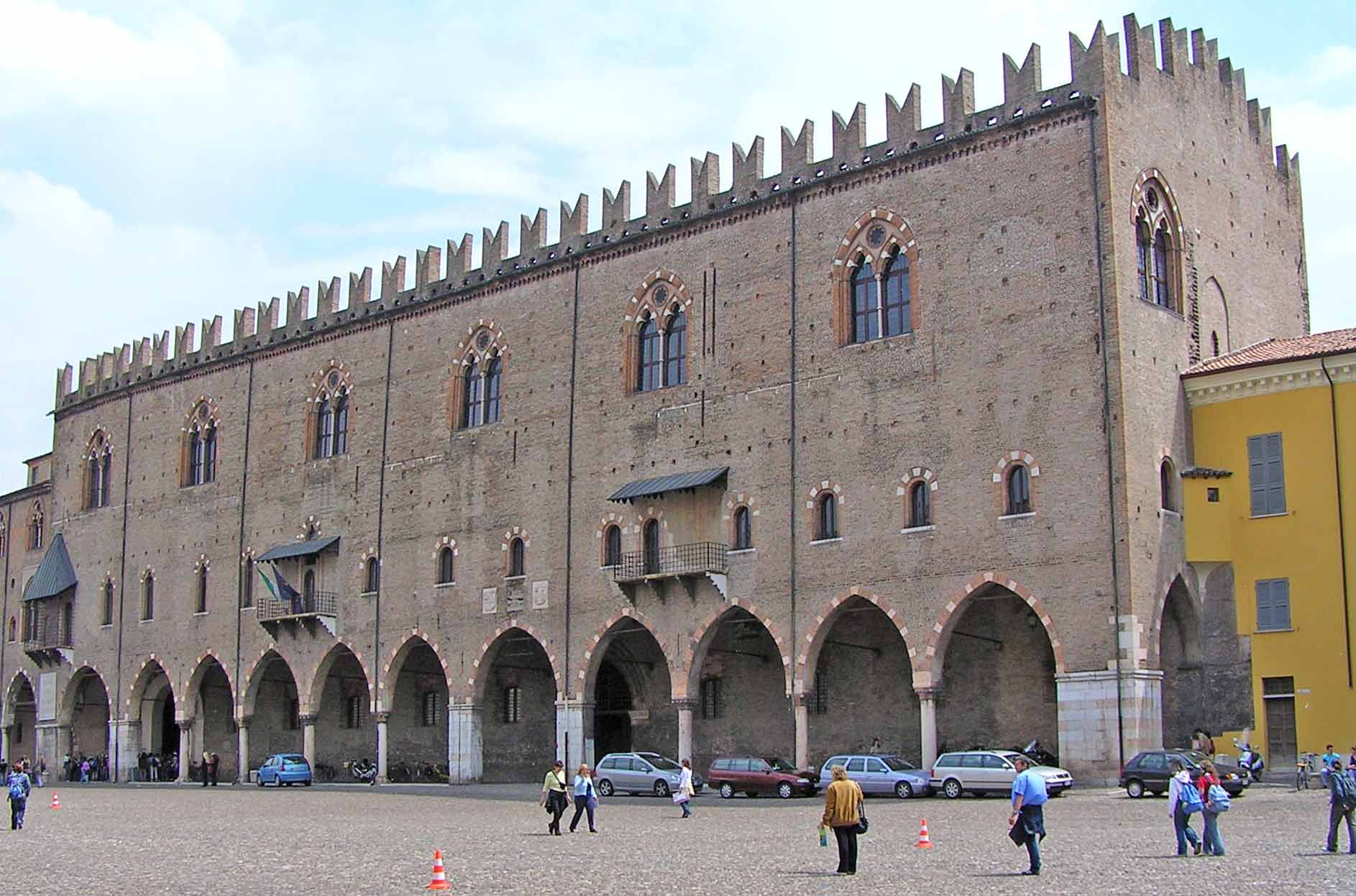
Mantua, Palazzo Ducale
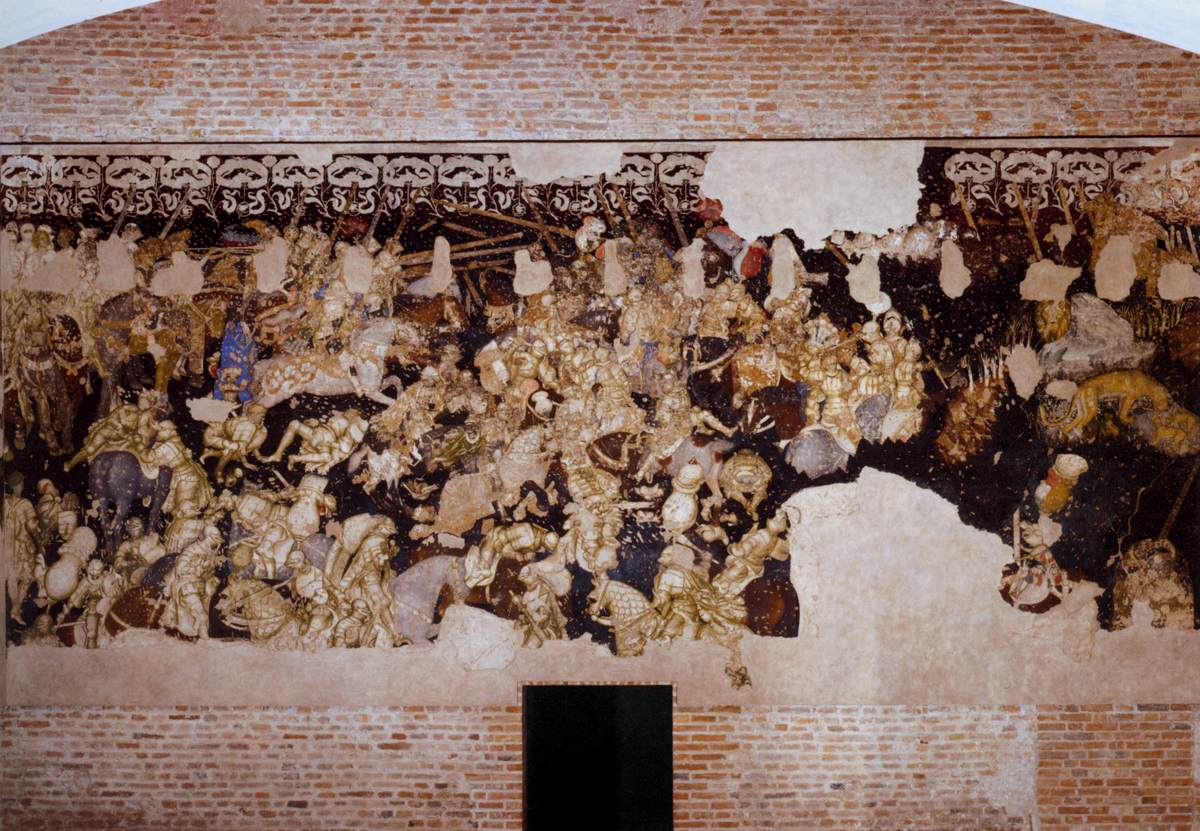
Palazzo Ducale, Fresko von Pisanello
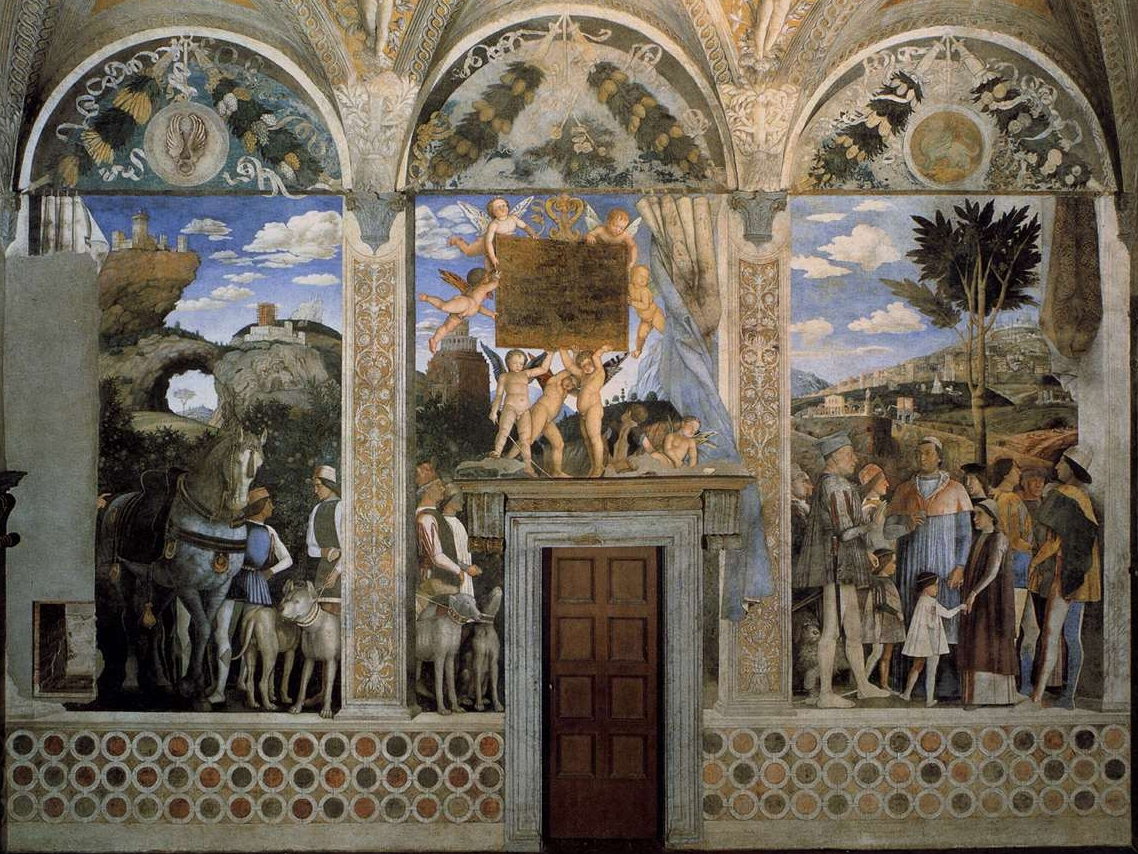
Palazzo Ducale, Fresko von Mantegna

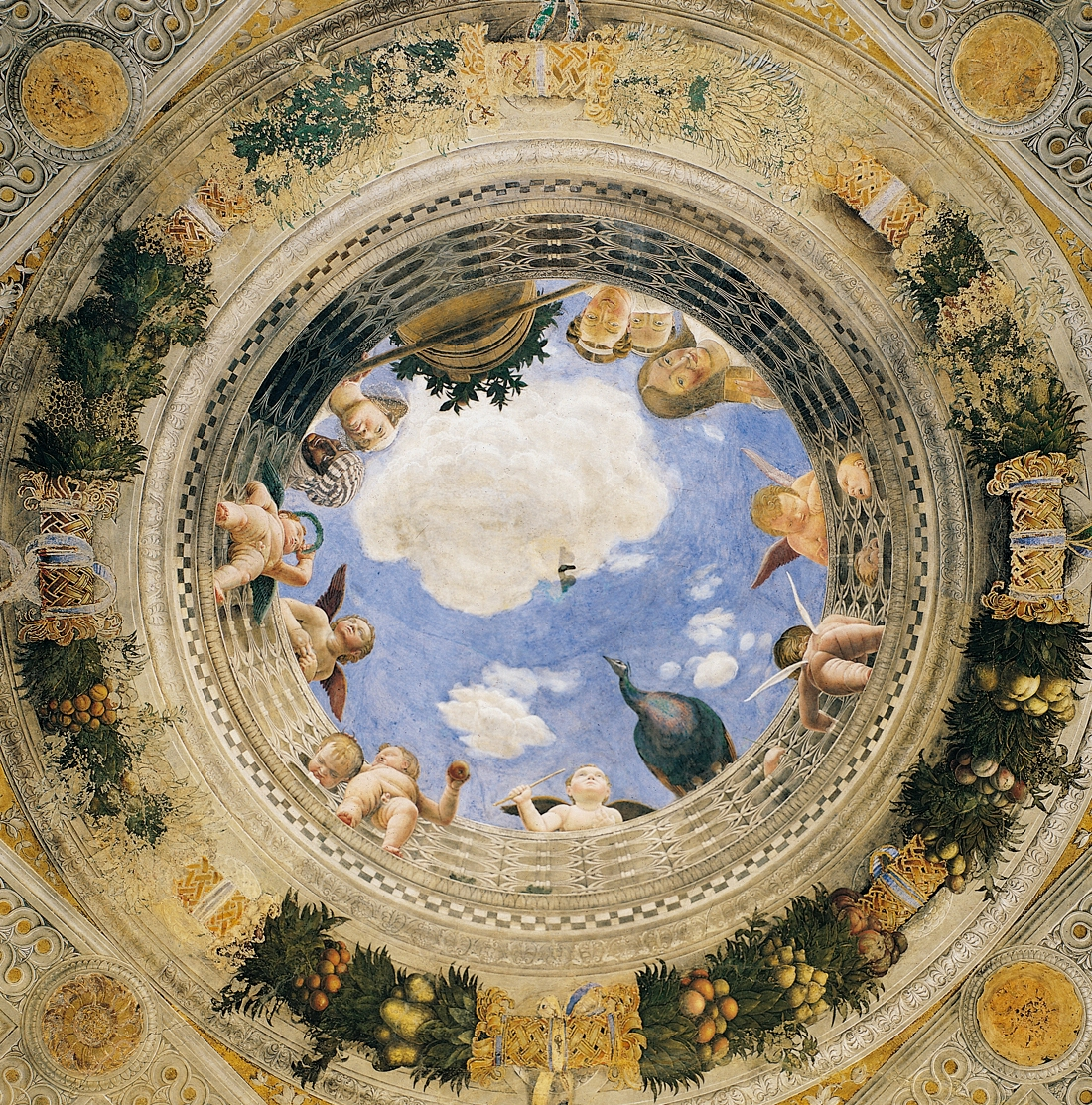
Illusion einer Illumination (Deckenfresko in der Camera degli sposi)

In Erwartung der Ankunft von Papst Pius II. richtete sich Ludovicos Aufmerksamkeit ab 1458 besonders auf seine Residenz, ein Gebäudekomplex, dessen ältester Teil, der Palazzo del Capitano aus dem frühen 14. Jahrhundert stammte. Den Bau des heutigen Palazzo Ducale (Herzogspalast) hatte sein Vater Gianfrancesco I. um 1425 von Antonio Pisanello mit beeindruckenden Fresken ausmalen lassen. Seit einem Aufenthalt in Florenz im Jahre 1447 war diese Stadt Ludovicos großes Vorbild und ab dem Jahr 1456 bemühte er sich, den aus Padua stammenden Maler Andrea Mantegna abzuwerben. Im Jahr 1458 arbeitete Mantegna dann erstmals für ihn in Cavriana und Goito; die Werke sind durch die Zerstörungen der Burgen nicht erhalten geblieben, ebenso wie sein Wirken in Revere in den Jahren 1463 und 1464. Mit zahlreichen Lockangeboten, Mantegna erhielt ein sehr großes Haus, ein festes Gehalt, ein eigenes Wappen und andere Privilegien, konnte er den Künstler dauerhaft nach Mantua holen. Im Jahr 1460 zog Mantegna mit seiner ganzen Familie als offizieller Hofmaler, aber auch als Kunstberater und Kurator von Kunstsammlungen nach Mantua. Er blieb der Stadt bis an sein Lebensende treu. Als ein Höhepunkt seines Schaffens in Mantua kann der Zyklus von Fresken in der Camera degli Sposi bezeichnet werden, der in den Jahren 1464 bis 1474 entstand.

### Lebensende
Im Dezember 1476 wurde Ludovicos Bündnispartner Galeazzo Maria Sforza ermordet und der Markgraf sah sich gezwungen, seine Truppen zu mobilisieren. Trotz seines schlechten Gesundheitszustandes und seines Alters von 65 Jahren erschien Ludovico persönlich am 6. Januar 1477 in Mailand. Durch seine Anwesenheit trug er dazu bei, die Nachfolge von Gian Galeazzo Sforza unter der Regentschaft der Herzogin Bona von Savoyen zu garantieren. Die Autorität und das Ansehen, das er genoss, standen außer Frage. Im März 1477 erhielt Ludovico von Papst Sixtus IV. die Auszeichnung mit der Goldenen Rose. Gegen Ende des Sommers zwang ihn seine schlechte körperliche Verfassung, den Kurort Terme di Petriolo aufzusuchen, um sich zu erholen und das Wiederauftreten von Problemen in den Beinen behandeln zu lassen. Eine Pestepidemie, die im Mai 1478 in Mantua ausbrach, zwang Ludovico III. zur Flucht in die Burg von Goito, während seine Frau mit den Kindern am 1. Juni im Vorort San Giorgio Zuflucht suchte. Wegen eines Unwohlseins ihres Mannes reiste sie einige Tage später von dort aus nach Goito. Am 11. Juni schrieb Barbara ihren Kindern, sie sollten sich ihr anschließen, weil sich der Zustand des Vaters verschlechtert hatte. Am 12. Juni 1478 starb Ludovico III. in Goito, nicht an der Pest, sondern wahrscheinlich an Rippenfellentzündung.

## Ehe und Nachkommen

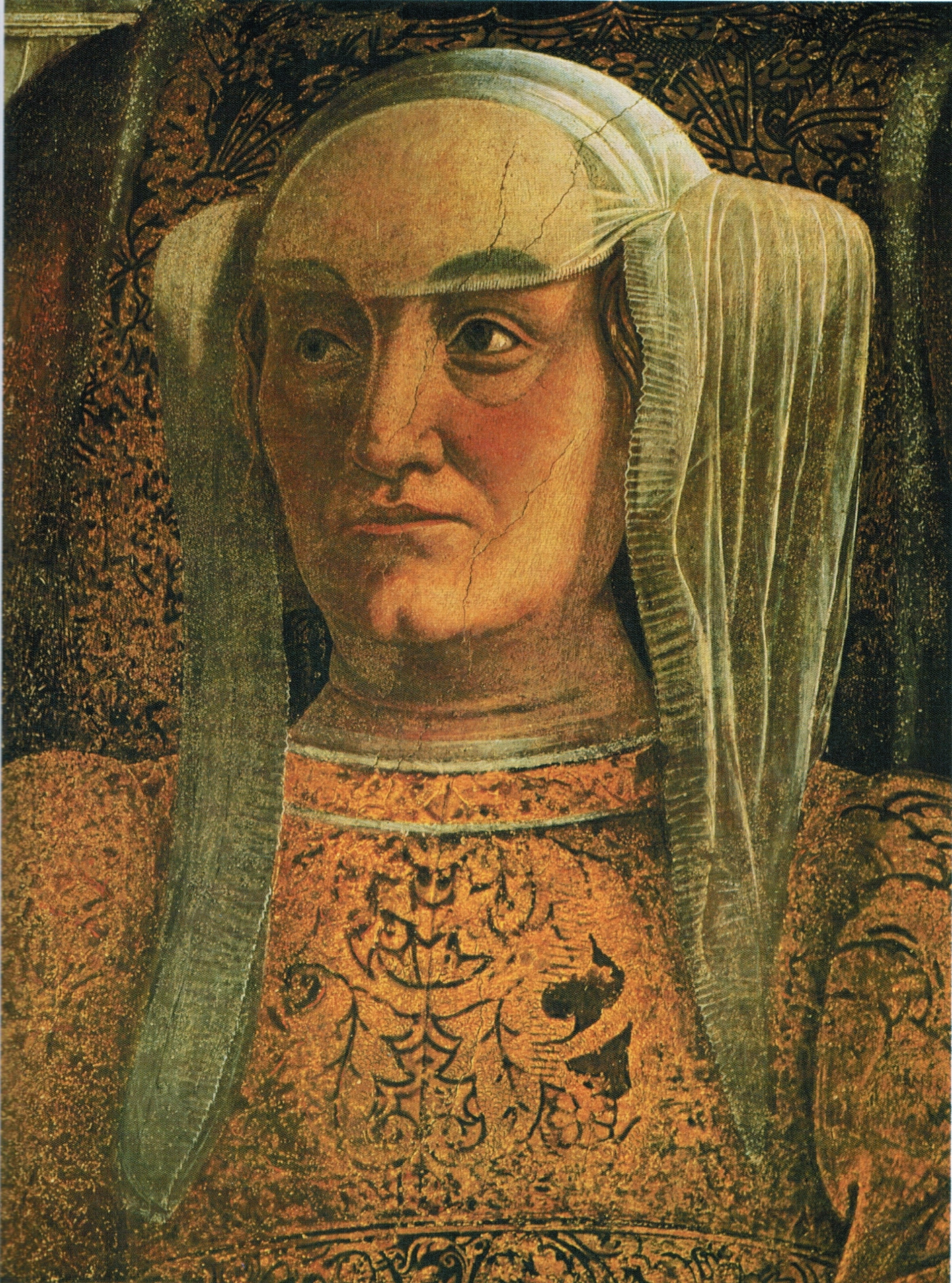
Barbara von Brandenburg

Er heiratete am 12. November 1433 Barbara von Brandenburg (* 30. September 1422; † 7. November 1481), Tochter des Markgrafen Johann von Brandenburg. Er hatte mit ihr elf Kinder:
- Federico I. Gonzaga (1441–1484), Markgraf von Mantua seit 1478 ⚭ 1463 Margarete von Bayern (1442–1479), Tochter des Herzogs Albrecht III.
- Francesco Gonzaga (* 1444; † 22. Oktober 1483), seit 1461 Kardinal
- Paola (1445–1447)
- Gianfrancesco Gonzaga (* 1446; † 28. August 1496) Graf von Sabbioneta, Herr von Bozzolo ⚭ Antonia del Balzo (1461–1538), Tochter des Pirro del Balzo, Fürst von Altamura – Nachkommen: die Herzöge von Sabbioneta und Fürsten von Bozzolo, ausgestorben 1703
- Susanna Gonzaga (* 1447; † 19. Dezember 1481), Nonne
- Dorotea Gonzaga (1449–1467), verlobt bis 1466[A 2] mit Galeazzo Maria Sforza (1444–1476), Herzog von Mailand
- Cecilia Gonzaga (1451–1478), Nonne
- Rodolfo Gonzaga (* 1452; † (gefallen) 1495) Herr von Castel Goffredo, Castiglione und Solferino
⚭ 1. 1481 Antonia Malatesta von Rimini († 1483)
⚭ 2. 1484 Caterina Pico della Mirandola († 1501) – Nachkommen: die Markgrafen und Fürsten von Castiglione und der heilige Aloisius von Gonzaga
- Barbara Gonzaga (* 11. Dezember 1455; † 31. Mai 1503) ⚭ 12. April 1474 Eberhard I. (1445–1496), Herzog von Württemberg
- Ludovico Gonzaga (* 1458; † 4. Januar 1511), Bischof von Mantua 1483
- Paola Gonzaga (1463/64–1496) ⚭ 1478 Graf Leonhard von Görz (1444–1500)

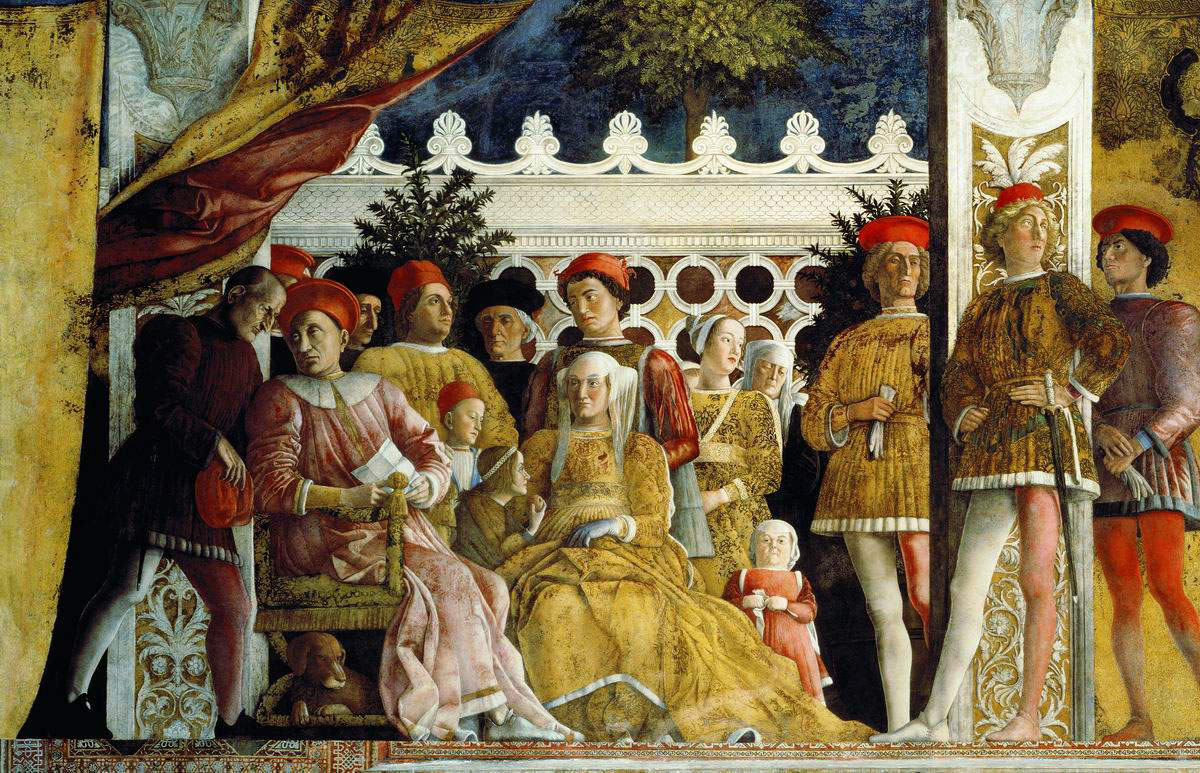
Ludovico III. mit Familie und Hofstaat (Fresko des Andrea Mantegna)
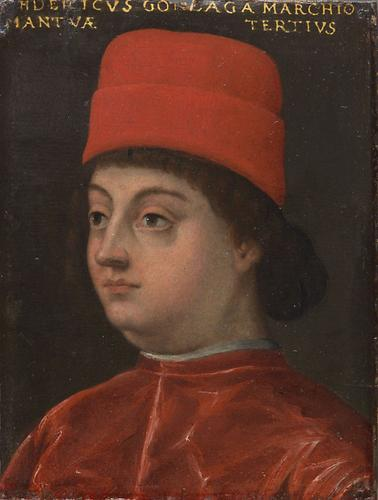
Federico I. Markgraf von Mantua (1441–1484)
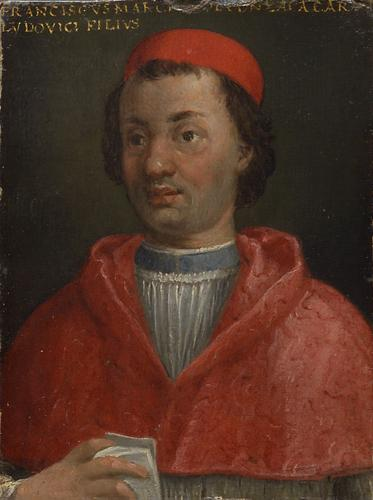
Kardinal Francesco Gonzaga (1444–1483)
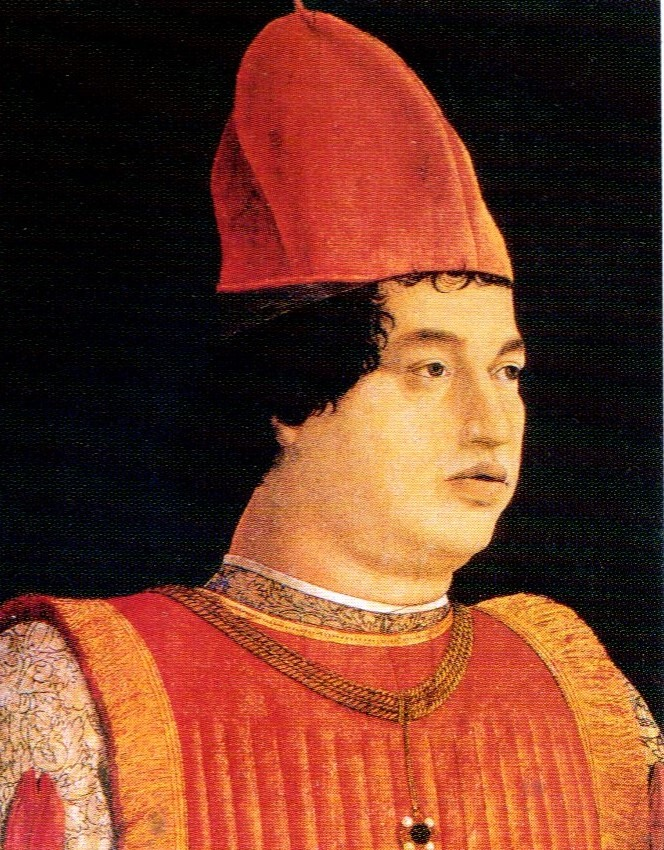
Gianfrancesco Gonzaga di Sabbioneta (1446–1496)
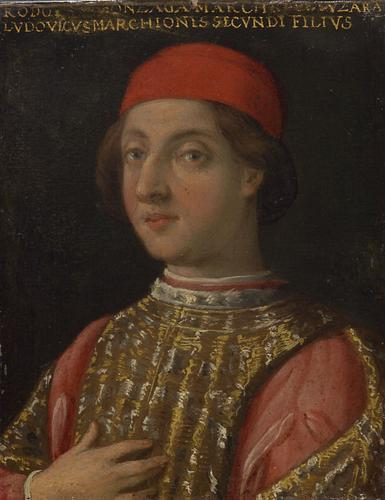
Rodolfo Gonzaga di Castiglione (1452–1495)
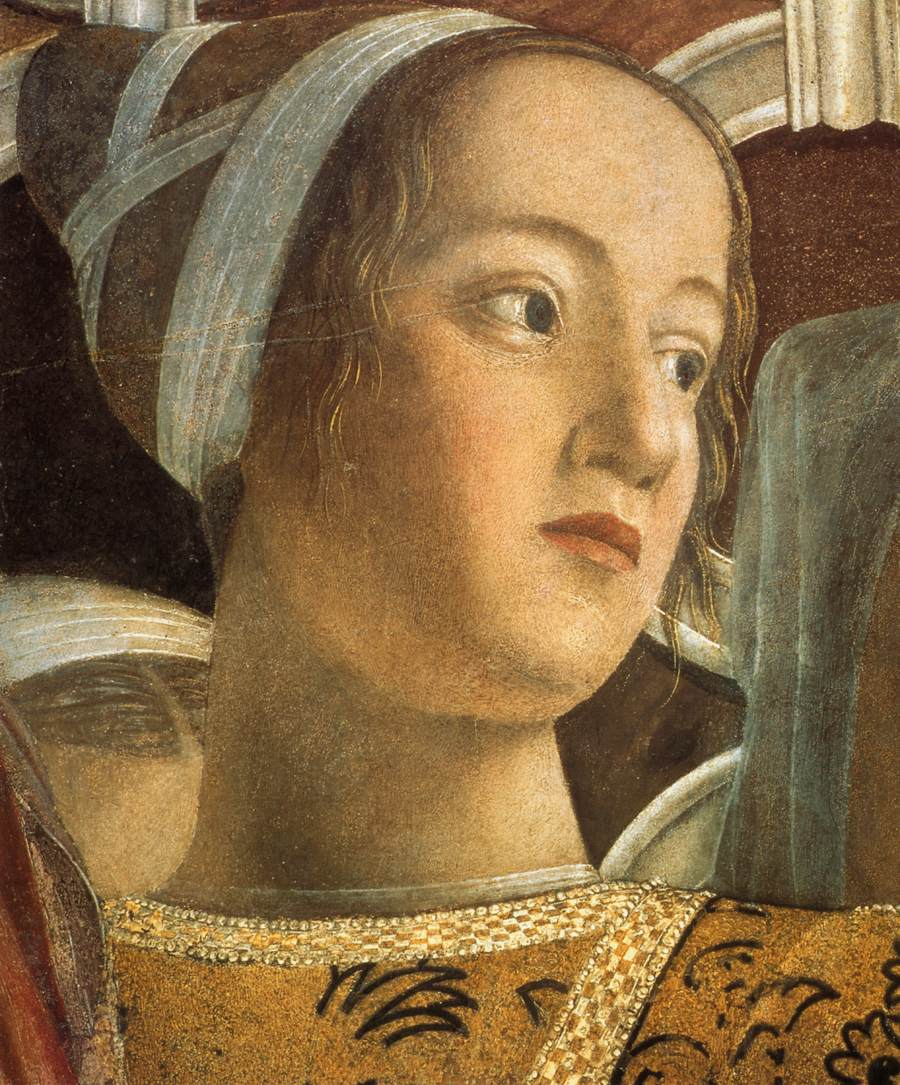
Barbara Gonzaga (1455–1503)
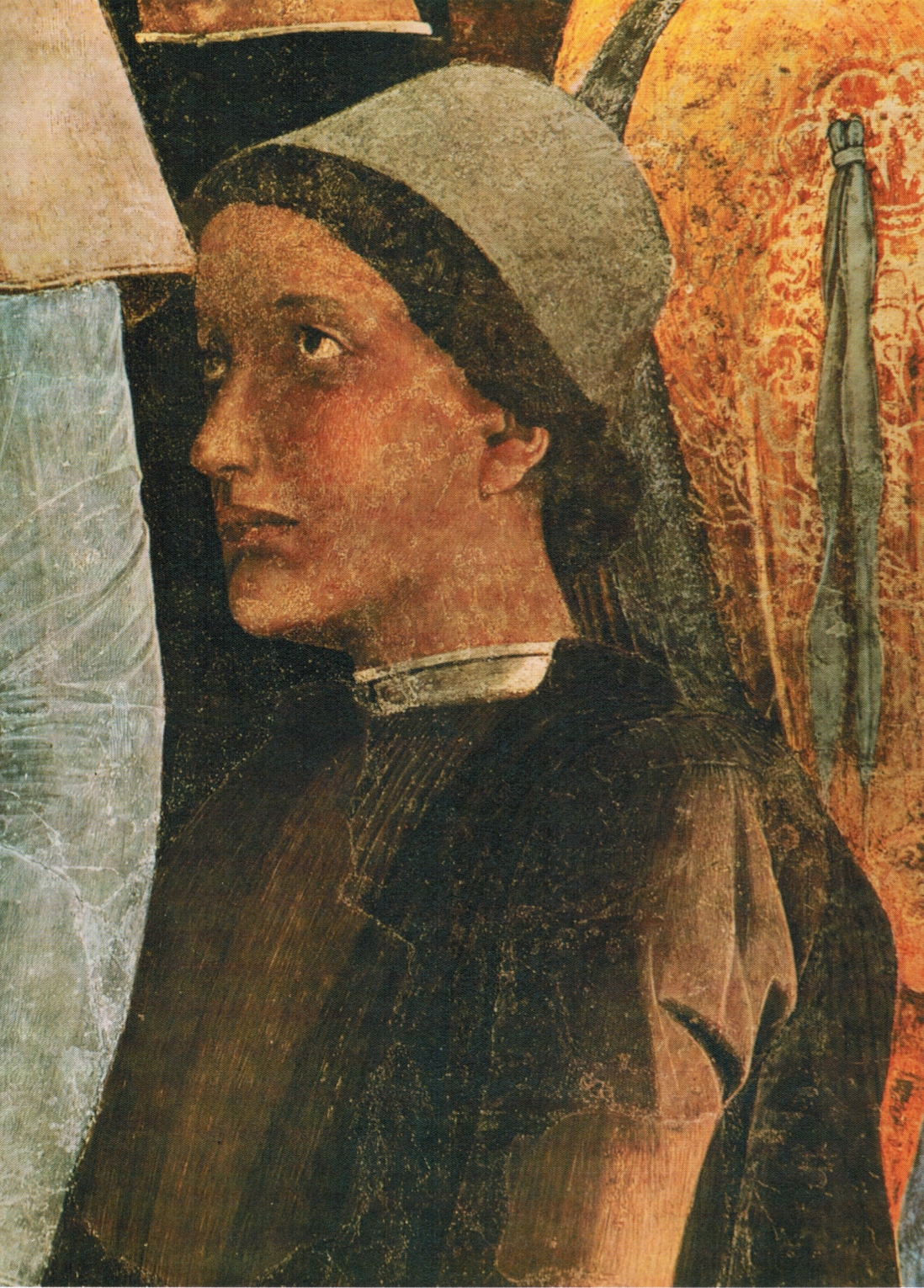
Ludovico Gonzaga (1458/60–1511)
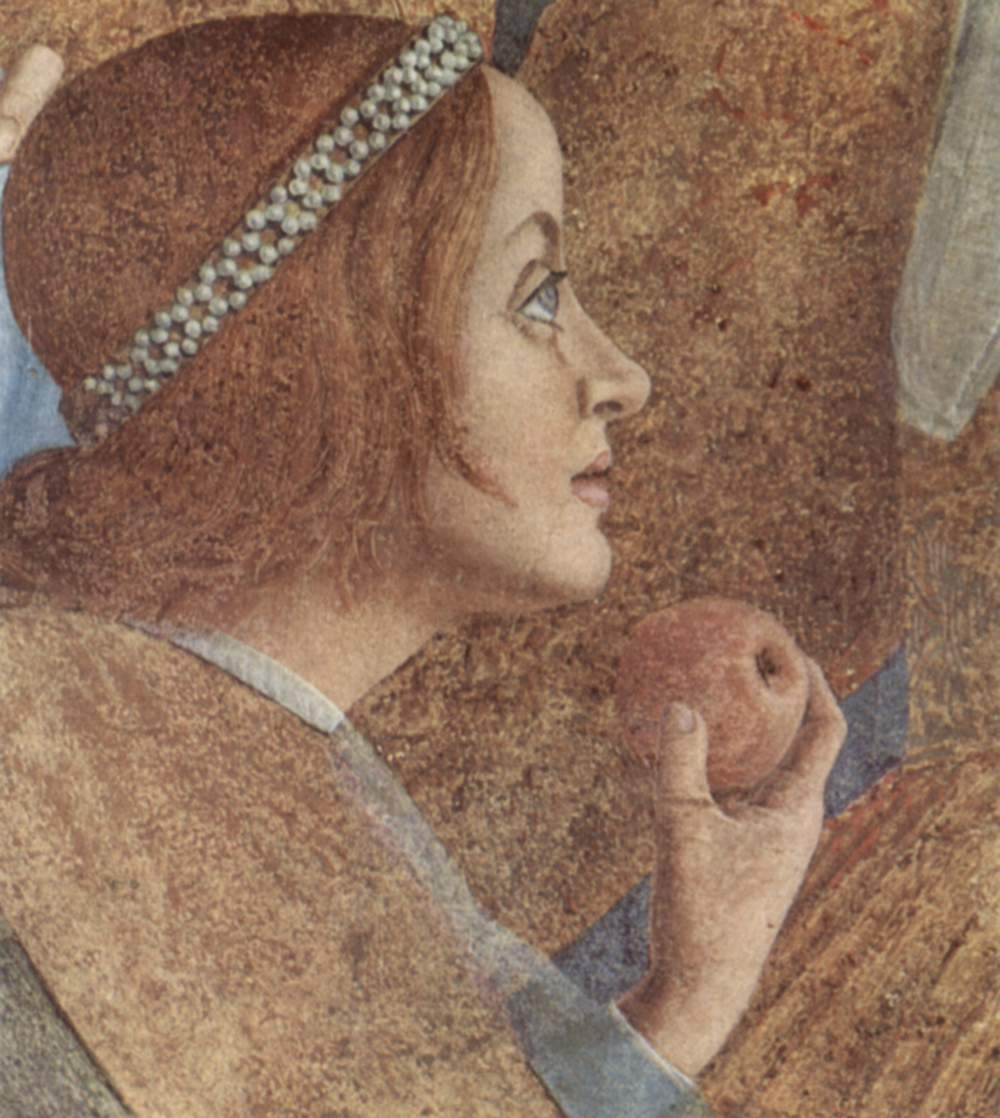
Paola Gonzaga (1463/64–1496)